# Маркам (Онтарио)
Маркам (енгл. Markham) је градић у Канади у покрајини Онтарио. Према резултатима пописа 2011. у граду је живело 301.709 становника.

## Становништво
Према резултатима пописа становништва из 2011. у граду је живело 301.709 становника, што је за 15,3% више у односу на попис из 2006. када је регистровано 261.573 житеља.
| 2006.   | 2011.   |
| ------- | ------- |
| 261.573 | 301.709 |